# هلاس (شخصیت‌بخشی)

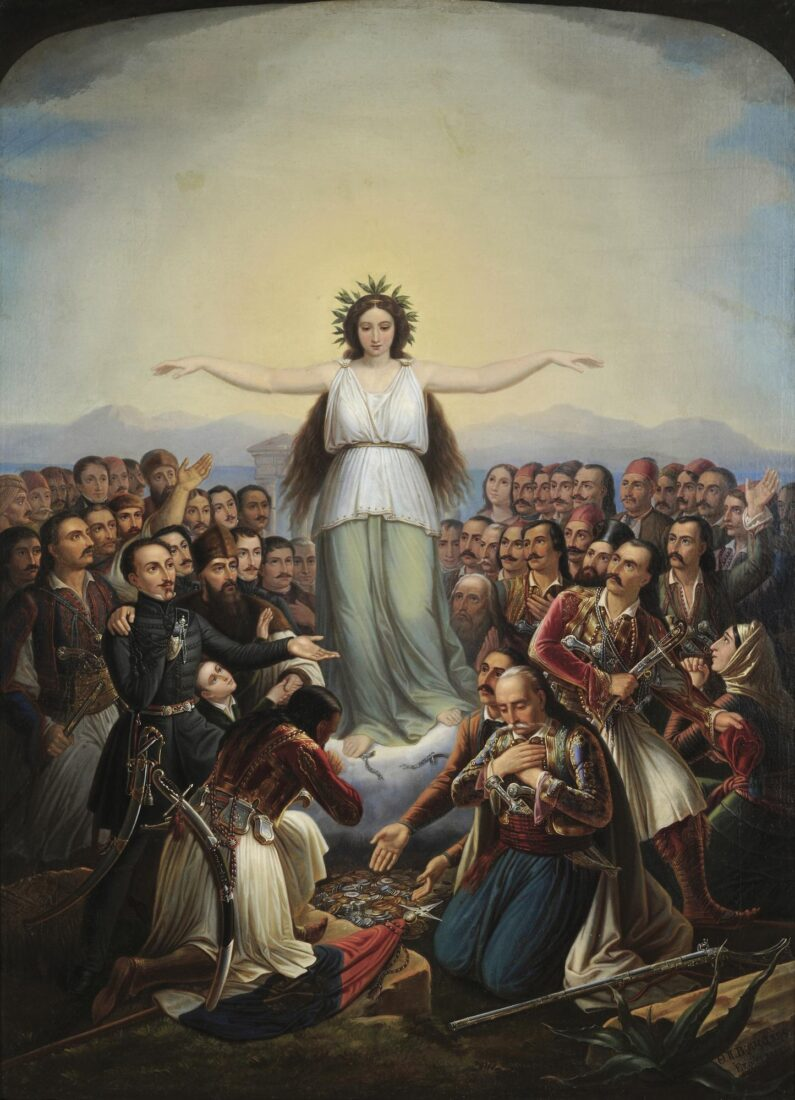
یونان به عنوان یک زن، با انقلابیونی که در جنگ استقلال یونان شرکت داشتند، شخصیت داشت.

هِلاس یا اِلادا شخصیت ملی یونان است که قدمت آن به یونان باستان بازمی‌گردد. تمایلی به اتحاد در یونان وجود داشت و هلاس تنها شخصیت ملی شناخته شده از آن دوره است. او اغلب در ادبیات ذکر می‌شود اما فقط یک بار در هنرهای آتن کلاسیک متاخر ظاهر می‌شود.

## شرح
هلاس معمولاً زنی به تصویر کشیده می‌شود که لباس‌های ساده ای شبیه لباس‌های یونان باستان می‌پوشد. روی سرش یک تاج یا بساک زیتون می‌بندد.

## نگارخانه

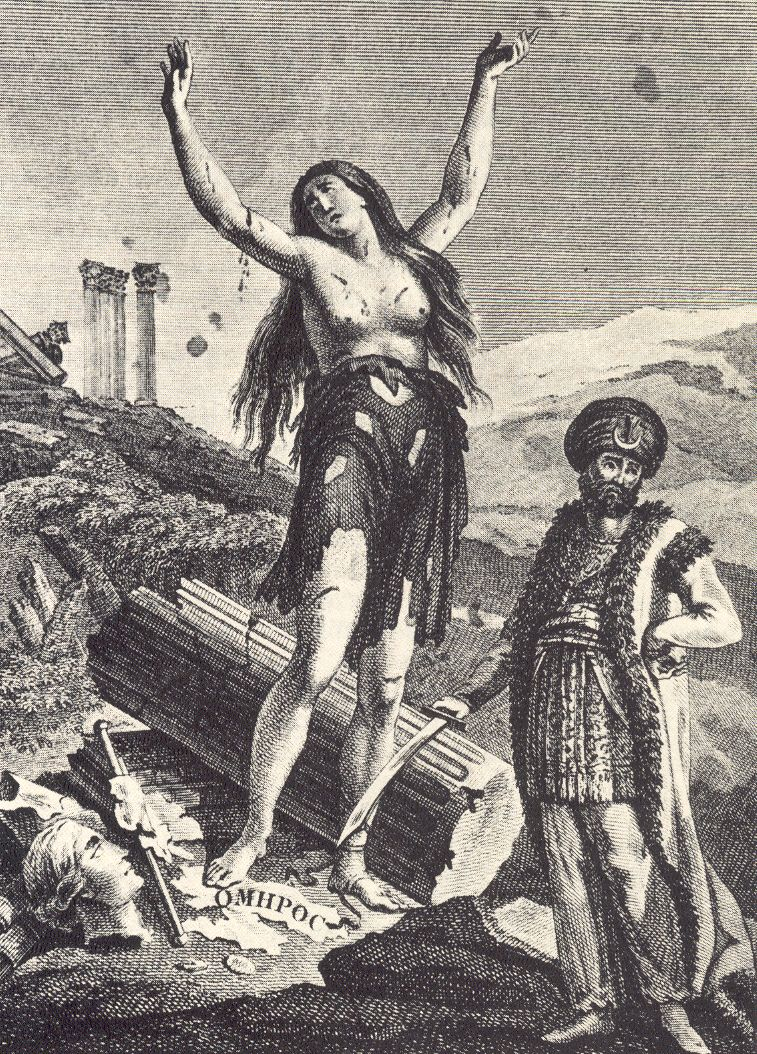
هلاس خود را از سلطهٔ ترکها آزاد می‌کند.
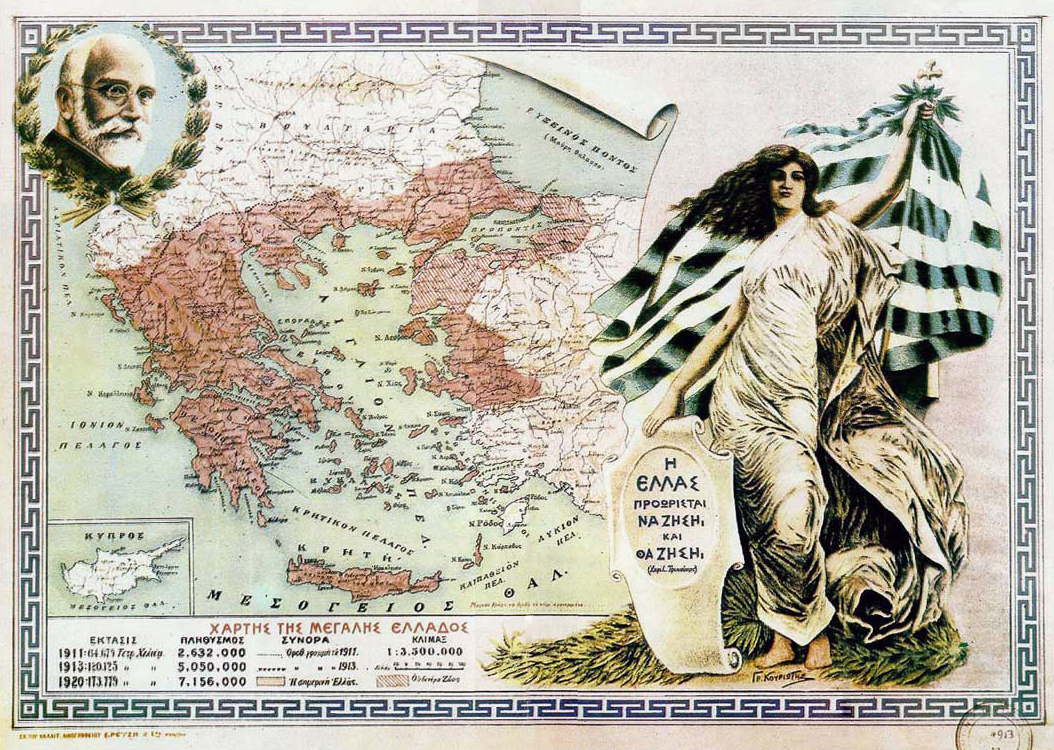
هلاس بعد از معاهدهٔ سور در کنار نقشهٔ جدید یونان ظاهر می‌شود.
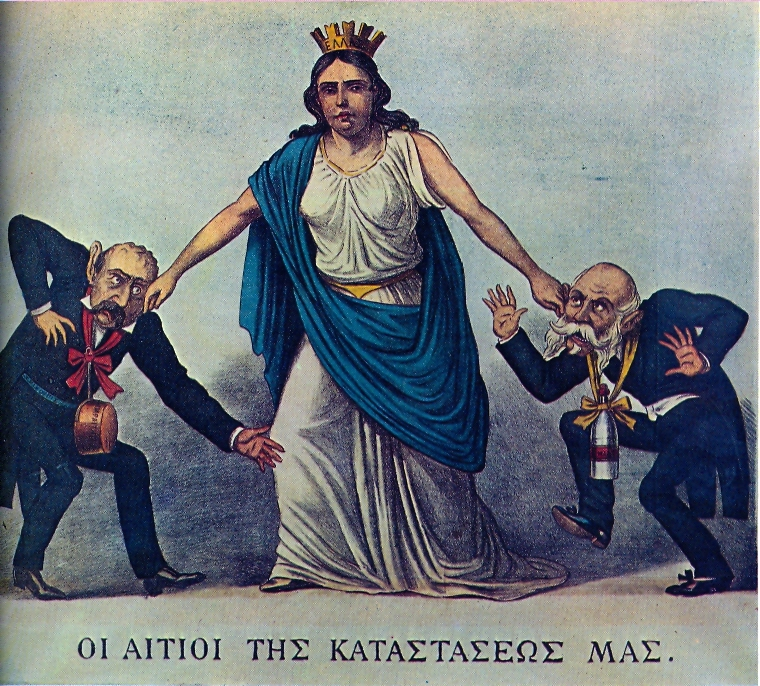
هلاس گوش سیاستمداران Deligiannis و Trikoupis را می‌کشد.
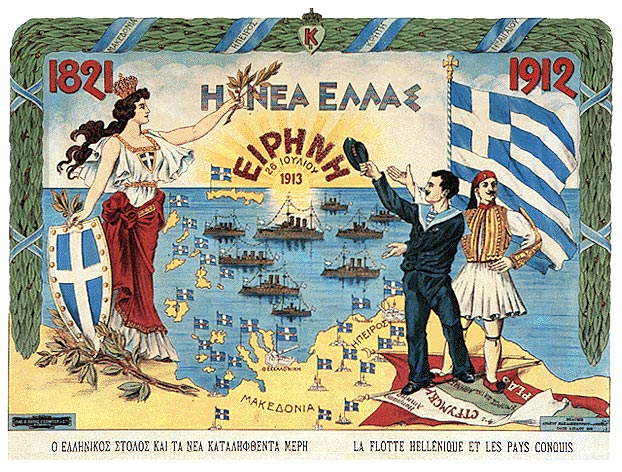
پوستر ارائه‌دهندهٔ فتوحات یونان پس از جنگ‌های بالکان.